# Formiranje HNL 1992.

## Prva savezna liga
| Poz | Klub          | Liga     |
| --- | ------------- | -------- |
| 1   | Dinamo Zagreb | Prva HNL |
| 6   | Hajduk        | Prva HNL |
| 8   | Osijek        | Prva HNL |
| 18  | Rijeka        | Prva HNL |

## Druga savezna liga
| Poz | Klub     | Liga     |
| --- | -------- | -------- |
| 1   | Zagreb   | Prva HNL |
| 10  | Cibalia  | Prva HNL |
| 12  | Šibenik  | Prva HNL |
| 16  | GOŠK jug | Prva HNL |

## Međurepublička liga
| Poz | Klub             | Liga            |
| --- | ---------------- | --------------- |
| 1   | Zadar            | Prva HNL        |
| 2   | Jugokeramika     | Prva HNL        |
| 4   | Radnik           | 2. HNL – Sjever |
| 6   | Varteks          | Prva HNL        |
| 9   | Trešnjevka       | 2. HNL – Sjever |
| 11  | Orijent          | 2. HNL – Zapad  |
| 13  | Segesta          | 2. HNL – Sjever |
| 14  | Junak            | 2. HNL – Jug    |
| 16  | Primorac Stobreč | 2. HNL – Jug    |
| 17  | RNK Split        | 2. HNL – Jug    |
| 18  | Mladost Petrinja | Zamrznut        |

| Poz | Klub           | Liga           |
| --- | -------------- | -------------- |
| 6   | Metalac Osijek | 2. HNL – Istok |
| 10  | Olimpija       | 2. HNL – Istok |
| 15  | Belišće        | 2. HNL – Istok |
| 17  | BSK            | 2. HNL – Istok |

| Poz | Klub         | Liga         |
| --- | ------------ | ------------ |
| 3   | Neretva      | 2. HNL – Jug |
| 8   | Slaven Gruda | 2. HNL – Jug |
| 9   | Neretvanac   | 2. HNL – Jug |

## Republička liga
| Poz | Klub               | Liga           |
| --- | ------------------ | -------------- |
| 1   | Croatia Bogdanovci | 2. HNL – Istok |

| Poz | Klub       | Liga           |
| --- | ---------- | -------------- |
| 1   | Pazinka    | 2. HNL – Zapad |
| 2   | Labin      | 2. HNL – Zapad |
| 3   | Kraljevica | 2. HNL – Zapad |
| 4   | Istra      | Prva HNL       |

| Poz | Klub     | Liga            |
| --- | -------- | --------------- |
| 1   | Špansko  | 2. HNL – Sjever |
| 2   | Samobor  | 2. HNL – Sjever |
| 3   | Karlovac | 2. HNL – Sjever |

| Poz | Klub         | Liga         |
| --- | ------------ | ------------ |
| 1   | MAR Solin    | 2. HNL – Jug |
| 2   | Jadran Ploče | 2. HNL – Jug |

## Poveznice
- 1. HNL 1992.